# 비호르주

주 문장

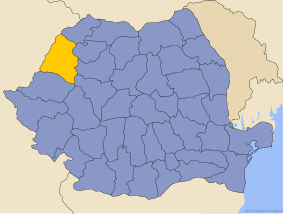
비호르 주의 위치

비호르주(루마니아어: Judeţul Bihor)는 루마니아 서부에 위치한 주로, 주도는 오라데아이며 면적은 7,544km2, 인구는 600,223명(2002년 기준), 인구 밀도는 79.56명/km2, ISO 3166-2 코드는 RO-BH이다. 동쪽으로는 설라지 주와 클루지 주, 알바 주, 서쪽으로는 헝가리 허이두비허르 주, 북쪽으로는 사투마레 주, 남쪽으로는 아라드 주와 접하며 4개 시와 6개 마을, 91개 지방 자치체를 관할한다.
주 전체 인구 가운데 67.40%는 루마니아인이며 헝가리인(25.91%)과 로마인(5.00%), 슬로바키아인(1.22%), 독일인(0.19%)도 거주한다. 주 전체 인구 가운데 99.6%는 기독교 신자이다.